# Chiril Spinei
Chiril Spinei (n. 10 martie 1884 — d. secolul al XX-lea) a fost președinte al Comitetului Moldovenesc din Crimeea și membru al Sfatului Țării.

## Biografie
A fost locotenent la marină și președinte al Comitetului Moldovenesc din Crimeea (1917). A luat parte activă în Congresul ostășesc moldovenesc de la Chișinău, care a declarat autonomia Basarabiei, și a fost ales în „Sfatul Țării”. 
A votat unirea Basarabiei cu România. A lucrat apoi în postul de comisar de poliție judiciară la Ceadâr-Lunga, ajutor de subprefect și secretar de plasă.
Decorații: Ordinul „Steaua României” în grad de Cavaler, medalia „Ferdinand I“.